# Zimnicea
Zimnicea es la ciudad situada más al sur de Rumania y a unos 120km desde la capital (Bucarest). Se sitúa en el distrito de Teleorman en Muntenia. Su código postal es de 145400. Tiene una población de 17000 habitantes.

## Turismo

### Monumento de los héroes desconocidos
Construido, en el parque de la ciudad, con bronce, en el año 1930, en memoria de los héroes de la Primera Guerra Mundial y representando un soldado del ejército rumano. En el zócalo, frente a montar, está situado el escudo de Rumanía, y en los otros lados están escritos en mármol los nombres de los héroes de Zimnicea, caídos frente a la Independencia de los años 1877-1878, las guerras balcánicas y la Primera Guerra Mundial de 1914.
Lugares destacados:
- La fortaleza Zimnidava
- El parque central
- Danubio

## Economía
Durante la era comunista, Zimnicea fue fuertemente industrializada. Se han desarrollado fábricas de tubos, muebles, prefabricados de hormigón, industria textil y de alimentos. La industria local ha sufrido un fuerte descenso después de la caída del régimen comunista. Lo mismo ocurrió y con la fuerza de trabajo. La ciudad se beneficia de exenciones fiscales, ya que se encuentra en una zona declarada desfavorecida.

## Geografía
Zimnicea está situada a 2 km del Danubio, punto más al sur de Rumania. Por ella pasa el río Pasarea que nace en el lago Suhaia.
Se sitúa en una zona agrícola muy rica donde se cultivan cereales, vegetales, uvas, tabaco, girasol y árboles frutales, con un terreno cultivable de 10.375 hectáreas. Su puerto hace la conexión con 8 países del este y del centro de la Europa, teniendo así salida al Mar negro.

## Clima
Tiene un clima continental. Su temperatura media del verano es de unos 24 grados y del invierno de unos  2 grados.

## Historia
En Zimnicea hay varias ruinas de antiguas fortalezas y fortificaciones del siglo IV a. C. hasta el siglo I. La más antigua se cree por algunos estudiosos que se han construido para defender la ciudad de Alejandro Magno. 
El nombre de la ciudad se menciona por primera vez en 1385 en los registros de viaje de peregrinos cristianos en su camino a casa de su viaje a Jerusalén. Los bizantinos lo llamó Demnitzikos y más tarde en Dzimnikes o Dzimnikos. La ciudad floreció como un puesto de comercio en las rutas comerciales que vinculaban Europa Central a los Balcanes.
En 1835, había 531 hogares, siendo la duodécima ciudad más grande del mercado en Wallachia. Por un breve espacio de tiempo en 1837 a 1838, fue la capital del condado de Teleorman, pero debido a la disensión interna entre los terratenientes y comerciantes, se sustituyó por Alexandria Rumania.
Entre los años 1898-1901 se construyó la primera línea de tren , entre Smardioasa y Zimnicea.  
Durante la Guerra de la Independencia (1877-1878), fue la sede de los rusos en la lucha contra las tropas de Bulgaria del Imperio otomano. En la Primera Guerra Mundial, las tropas del Imperio alemán cruzó el Danubio en el sector Zimnicea.
Durante la Guerra Ruso-Turca (1877-1878) Alejo Alexandrovich fue ascendido a comandante de las Fuerzas Navales Rusas en el río Danubio. El 9 de enero de 1878 fue distinguido con la Orden de San Jorge - De Cuarto Grado por su "incansable y exitosa gestión de las fuerzas navales y el equipo el 14 de junio de 1877 para la construcción y el mantenimiento de los puentes de barcas y los caminos en Zimnicea, Pietroşani y Nikopol y para el éxito de estas medidas en la destrucción por las fuerzas enemigas".
El 80% de la ciudad fue destruida durante el terremoto rumano 1977 y tuvo que ser reconstruida.
Diez años más tarde, la construcción de nueva infraestructura fue cayendo a pedazos debido principalmente a la mala mano de obra; una gran cantidad de viviendas iniciadas hace dos décadas están aún sin terminar.

## Transporte

### Ferroviario
Se puede llegar hasta la ciudad cogiendo un taxi, un tren desde Alejandría (ro) con dirección Zimnicea o un autobús desde cualquier ciudad de Teleorman.
Debido a que los habitantes tienen coche o utilizan el autobús, el tren solamente circula 2 veces al día : a las 5 por la mañana y a la 17.00. Existe tres autovías que pasan por Zimnicea: la DN 51 (Turnu Magurele-Zimnicea), LA DN 51 A (Zimnicea-Alejandría Rumania) y la DN 5C (Giurgiu-Zimnicea).

### Puertos
A Zimnicea se puede llegar desde Bulgaria pasando por el Danubio con uno de los barcos que circulan. El puerto de Zimnicea fue construido después de 1918. Después del año 2000, el puerto conoce un renacimiento espectacular y está equipado con modernas instalaciones de carga y descarga.

## Arquitectura
La arquitectura de Zimnicea se encuentra en el interior de la ciudad. En la plaza mayor se encuentra el ayuntamiento y La casa de la cultura. Estos dos edificios tienen una arquitectura histórica. La casa de la cultura es un edificio que organiza concursos, y actividades para niños hasta 18 años. Incluye una sala de gimnasio y una biblioteca. Al lado de la plaza se encuentra el parque central donde en su centro se encuentra la estatua de los héroes. El hotel Inter es el edificio más moderno y el único hotel de cuatro estrellas de la ciudad.

## Educación

### Institutos y universidades
Existen cuatro institutos públicos dentro de la ciudad: Marin Radu Paraschicveschu (nr.1), Marin Preda(nr.2), nr.3 y nr.4. Los primeros tres institutos están situados en el centro, el otro más al oeste.
No existe ninguna universidad en la ciudad

### Bibliotecas y guarderías
Hay una guardería en cada instituto y otras dos guarderías, una normal y otra que incluye la comida y la siesta.
Existen dos bibliotecas: la biblioteca nacional, situada al lado de la policía y el hospital y otra situada en La casa de cultura.

## Población
| Población de Zimnicea |           |
| Año                   | Población |
| 1834                  | 3,000     |
| 1977                  | 14.000    |
| 2000                  | 16.800    |
| 2006                  | 15.672    |

En el año 2002 el municipio tenía 7.615 hombres y 8.075 mujeres.
- Rumanos: 15,230 (97.17 %)
- gitanos: 431 (2.75 %)
- otros: 11 (0,08%)

### población por edades en 2002
- 0-14 años:2.435
- 15-59 años:9.934
- 60 años y más:3.303

### Ciudades hermanadas
| - Svishtov, Bulgaria - Pieve Emanuele, Italia - Bouaké, Costa de Marfil |

1. ↑  Worldpostalcodes.org,código postal n.º 145400.

- Datos: Q203929
- Multimedia: Zimnicea / Q203929